# Bridge Burner
Bridge Burner is het tweede studioalbum van Daan Stuyvens soloproject DAAN. Het werd in 2002 uitgebracht.

## Achtergrond
Na het debuutalbum Profools (1999) koos zanger Daan Stuyven ervoor om meer in de richting van elektronische dansmuziek te gaan. Dat resulteerde in 2002 in het album Bridge Burner. Het nummer "Swedish Designer Drugs" groeide uit tot een hit en betekende de doorbraak van Stuyvens soloproject DAAN.
In hetzelfde jaar als Bridge Burner bracht Stuyven met zijn band Dead Man Ray ook het album Cago uit.

## Nummers
1. Bridge Burner – 3:49
2. Love – 3:39
3. Angels – 3:43
4. Sons Of Grey – 4:18
5. Fireproof – 4:16
6. Swedish Designer Drugs – 4:38
7. Personal Affairs – 4:14
8. Sunchild – 4:35
9. Fuel – 4:21
10. Appetite – 3:58

## Medewerkers
- Daan Stuyven – zang, tekst
- Dago Sondervan – drum, synthesizer
- Guy Van Nueten – elektrische piano, hammondorgel